# Eidoporismus pulchellus
Eidoporismus pulchellus is een insect uit de familie watergaasvliegen (Osmylidae), die tot de orde netvleugeligen (Neuroptera) behoort. 
Eidoporismus pulchellus is voor het eerst wetenschappelijk beschreven door Esben-Petersen in 1917. De soort komt voor in het oosten van Australië.